# Rákóczibánya
Rákóczibánya là một thị trấn thuộc hạt Nógrád, Hungary. Thị trấn này có diện tích 4,57 km², dân số năm 2010 là 784 người, mật độ 172 người/km².